# Танкова дивизия „Кемпф“
Танкова дивизия „Кемпф“ (на немски: Panzerverband Ostpreußen), също дивизия „Кемпф“, е известно танково подразделение временно сформирано през 1939 г. за военни операции извън Източна Прусия. Неин командващ е ген. Вернер Кемпф, на който е кръстена ѝ дивизията.

## Състав (1939)
- 7-и танков полк (164 танка: 61 PzKpfw I, 81 PzKpfw II, 11 PzKpfw III и PzKpfw IV, 10 PzBfwg)
- СС полк „Германия“
- СС артиллерийский полк
- СС разузнавателен батальон
- 2-ра батарея на 47-и тежки артилерийски батальон
- 2-ри СС зенитно-картечен батальон
- СС противотанков дивизион
- 505-и пионерски батальон
- СС свързочен батальон